# Belagerung von Calais (1346–1347)

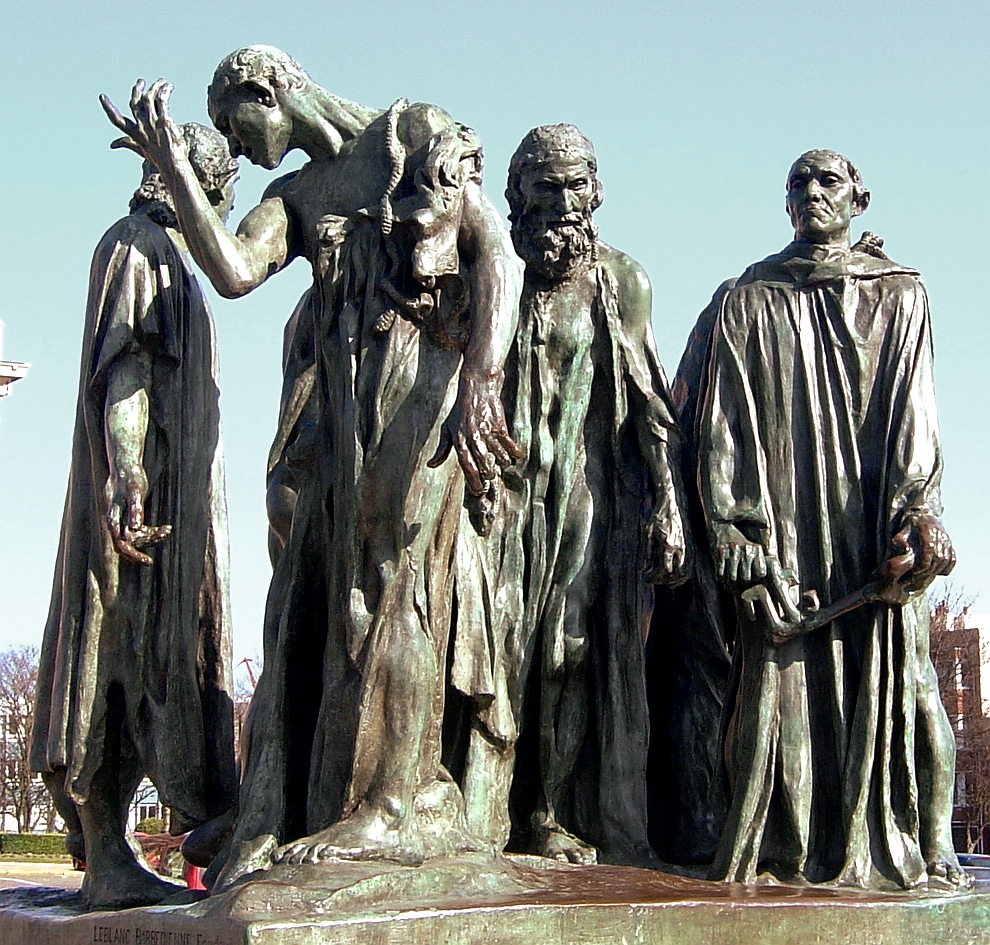
Auguste Rodins Plastik vor dem Rathaus von Calais

Die Belagerung von Calais (1346–1347) durch die Engländer unter König Eduard III. fand während des Hundertjährigen Krieges zwischen England und Frankreich statt. Sie endete mit einem englischen Erfolg.

## Hintergrund
Nachdem Eduard III., der seit 1327 englischer König war, als Sohn Isabellas von Frankreich auch die französische Krone gefordert hatte, fiel Philipp VI. 1337 in die Guyenne, eines von Eduards Lehen, ein. Er eröffnete damit unwissentlich den Hundertjährigen Krieg. Philipp konnte eine erste englische Invasion im Jahre 1339 zurückschlagen. Es folgte eine kurze Zeit des Friedens nach einem Abkommen im Jahr 1341. Im Juni 1346 landete Eduard III. jedoch mit seinen Truppen in Frankreich und schlug am 26. August das französische Ritterheer vernichtend bei Crécy.

## Verlauf der Belagerung
Nach dem Sieg bei Crécy führte Eduard III. sein Heer nach Calais, um durch die Eroberung dieser wichtigen Hafenstadt einen festen Punkt an der französischen Küste zu erlangen. Am 4. September 1346 begann er die Belagerung. Die Stadt wurde stark verteidigt und der Kommandant, Jean de Vienne, ein tapferer Ritter aus Burgund, wusste die Bürger zu kräftiger Verteidigung anzufeuern. Eduard III. umgab die Stadt von der Landseite mit starken Verschanzungen, während eine zahlreiche Flotte den Hafen blockierte. Er glaubte, einen so festen und durch eine starke Besatzung verteidigten Ort nicht im Sturm nehmen zu können und wollte deshalb dessen Übergabe durch Aushungern der Einwohner erzwingen. Am 15. September entfernte der Kommandant von Calais daher 1700 Bürger aus Mangel an Lebensmitteln aus der Stadt; großmütig speiste Eduard III. diese Personen und erlaubte ihnen den Durchgang durch das englische Lager. Nicht so gut erging es 500 Einwohnern, die bald darauf vertrieben wurden; sie kamen elend zwischen dem englischen Lager und der Stadt um. Unterdessen hatte Philipp VI. nicht versäumt, seine treue Stadt zu entsetzen. Mehrere Flotten versuchten mit Mannschaft und Lebensmitteln in den Hafen einzulaufen, doch nur einer gelang es im April 1347, ihr Ziel zu erreichen.
Im Mai 1347 sammelte Philipp VI. zu Arras ein starkes Heer, dem sich die gesamte Ritterschaft Frankreichs angeschlossen hatte. Auf 100.000 Mann wurde die numerische Stärke dieser Streitmacht angegeben, die sich in langsamen Märschen Calais näherte und dabei am 27. Juli Wissant erreichte. Allerdings machte das sumpfige Gelände der Umgebung direkte Angriffe auf die Belagerer schwierig. Philipp VI. konnte sich aber nur auf zwei Wegen den Engländern nähern, längs der Küste, die durch die gegnerische Flotte bedroht wurde, oder durch die Sümpfe über die Brücke von Nieulay, wo die Engländer sich stark verschanzt hatten. Beides schien den Franzosen unmöglich, und es erging daher die Aufforderung an die Engländer, aus ihren Verschanzungen herauszukommen und in der Ebene in einer offenen Feldschlacht die Entscheidung zu suchen. Dieser Vorschlag wurde nicht angenommen, und Kardinäle, die daraufhin im Auftrag von Papst Clemens VI. zu vermitteln suchten, blieben bei ihren Bemühungen erfolglos. So zog Philipp VI. am 2. August 1347 unverrichteter Dinge von Wissant ab und entließ sein Heer. Mit dem Abmarsch der Armee verschwand auch die letzte Hoffnung der Belagerten, die schon 11 Monate alle Beschwerden der Einschließung ihrer Stadt hatten ertragen müssen.
Jean de Vienne verlangte eine ehrenvolle Kapitulation; Eduard III. bestand auf bedingungsloser Ergebung. Eine solche Einnahme der Stadt hätte Plünderungen und Zerstörung nach sich gezogen. Gemäß der Chronik des Zeitzeugen Jean Froissart akzeptierte Eduard III. schließlich die Kapitulation unter der Bedingung, dass sich die sechs vornehmsten Bürger der Stadt nur in einem Hemd bekleidet, den Strick um den Hals und die Schlüssel der Stadt und der Festung in der Hand ihm auslieferten. Am 4. August 1347 sollen die Bürger Eustache de Saint-Pierre, Jean d’Aire, Jacques und Pierre de Wissant, Jean de Fiennes und Andrieus d’Andres freiwillig unter den genannten Bedingungen dem englischen König gegenübergetreten sein. Trotz der demütigenden Kapitulation konnte nur die Bitte der schwangeren Königin Philippa von Hennegau Eduard III. dazu bewegen, Gnade walten zu lassen. Er übergab ihr die sechs Geiseln, die wiederum von ihr freigelassen wurden. Sodann hielt er seinen Einzug in Calais mit der Härte eines Eroberers. Den Kommandanten und die Ritter behielt er in Gefangenschaft zurück, und alle Einwohner von Calais mussten die Stadt verlassen, in der sich daraufhin im Lauf der Zeit englische Handwerker und Kaufleute ansiedelten. Diese Politik erhielt den Nachfolgern Eduards III. die Herrschaft über diese wichtige Festung sehr lange (bis 1558).

## Folgen
Dieser Feldzug war mit der Einnahme der Stadt beendet. Doch der Krieg flammte acht Jahre später wieder auf, als Eduards III. Sohn, Edward, Prince of Wales, Bordeaux angriff und einnahm.
Die Ereignisse der Kapitulation wurden in einer Plastik aus Bronze unter dem Namen Die Bürger von Calais von Auguste Rodin 1895 festgehalten, die heute vor dem Rathaus der Stadt steht.
Eine weitere Plastik steht in London in den Victoria Tower Gardens.
Die gleichnamige Oper in Italienisch L’assedio di Calais von Donizetti von 1836, mit einem Libretto von Salvatore Cammarano nimmt den Stoff auf und basierte auf einem Werk von Luigi Marchionni und einem Ballett von Luigi Henry aus dem Jahr 1827, bearbeitet 1765 von Pierre Du Belloy. Die Uraufführung dieser Oper erfolgte am 19. November 1836 im Teatro San Carlo in Neapel.
Das gleichnamige Drama von Georg Kaiser, verfasst 1912/1913, wurde durch Rodins Bronzeplastik angeregt und behandelt die Vorkommnisse rund um die Kapitulation der Stadt.